# استاوروس (تسالونیکی)
استاوروس (به لاتین: Stavros) یک منطقهٔ مسکونی در یونان است که در Volvi Municipality واقع شده‌است.